# Astrocaryum gynacanthum
Espèce
Astrocaryum gynacanthum est une espèce de palmiers à feuilles pennées.

## Liste des variétés
Selon Tropicos (29 décembre 2013) (Attention liste brute contenant possiblement des synonymes) :
- variété Astrocaryum gynacanthum var. dasychaetum Burret
- variété Astrocaryum gynacanthum var. munbaca (Mart.) Trail ex Drude